# Хорхе Вільстерман (футбольний клуб)
«Хо́рхе Вільстерма́н» (ісп. Jorge Wilstermann) — болівійський футбольний клуб з Кочабамби. Заснований 24 листопада 1949 року.
Названий на честь болівійського льотчика Хорхе Вільстермана, який був піонером авіації у країні.

## Досягнення
- Чемпіон (5): 1980, 1981, 2000, 2006-К, 2010-А

- Володар кубка Болівії (3): 1976, 1991, 1998

- Володар Копа Аеросур (2): 2004, 2011